# Dicranomyia (Dicranomyia) weschei
Dicranomyia (Dicranomyia) weschei is een tweevleugelige uit de familie steltmuggen (Limoniidae). De soort komt voor in het Australaziatisch gebied.